# Friedensdemonstration in Amsterdam 1981
Die Friedensdemonstration in Amsterdam (Bezeichnung in den Niederlanden: „Antikernwapendemonstratie“) war eine Demonstration der niederländischen Friedensbewegung am 21. November 1981, an der etwa 350.000 bis 400.000 Menschen teilnahmen.
Die Veranstaltung stand unter dem Motto „Keine neuen Atomwaffen in Europa“. Die niederländische Regierung wurde aufgefordert, sich vom NATO-Doppelbeschluss aus dem Jahr 1979 loszusagen.

## Hintergrund
Der NATO-Doppelbeschluss vom 12. Dezember 1979 sah vor 572 Marschflugkörper in der Bundesrepublik  Deutschland, in Großbritannien, in Italien, in den Niederlanden sowie in Belgien zu stationieren. In den Niederlanden sollten 48 Marschflugkörper des Typs BGM-109G Gryphon auf dem Militärflugplatz Woensdrecht stationiert werden. Die Vereinigten Staaten beabsichtigten mit diesen Stationierungen eine Modernisierung des  NATO-Waffenarsenals und zudem ein Zeichen der Stärke gegenüber der Stationierung von SS-20-Raketen in der UdSSR zu zeigen.
In der Regierung war man sich uneins und schob, zum Unmut der anderen NATO-Partner, die Entscheidung auf die lange Bank. Diese Haltung, wie auch die begleitenden Demonstrationen auf der Straße, wurden mit dem Begriff „Hollanditis“ oder „Hollandse ziekte“ (Holländische Krankheit) ummantelt.

## Die Demonstration

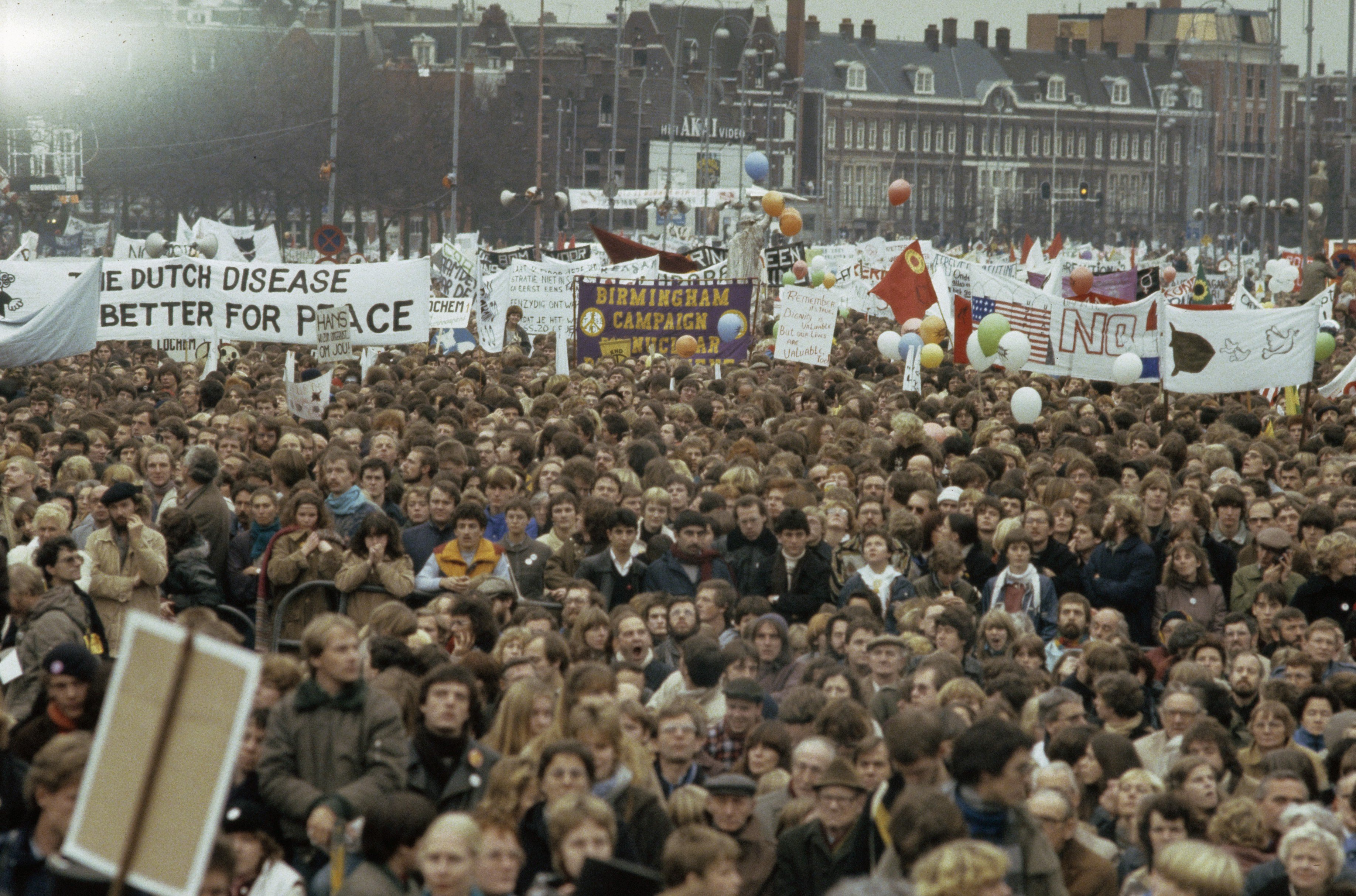
Demonstration auf dem Museumplein. Eine Bannerzeile: „The Dutch disease is better for peace“ (Die Holländische Krankheit ist gut für den Frieden)

Als die Niederlande am 12. Dezember 1981 die endgültige Entscheidung über die Stationierung treffen sollte, wurde seitens des Interkirchlichen Friedensrats (IKV) zur „Antikernwapendemonstratie“ (Anti-Atomwaffen-Demonstration) auf dem Amsterdamer Museumplein aufgerufen. Erwartet wurden 150.000 Demonstranten; es kamen 400.000 Menschen. Es war bis dahin die größte Demonstration in den Niederlanden.
Am Beginn des Tages traf ein Zug voller Demonstranten nach dem anderen am Amsterdamer Hauptbahnhof ein. Die NS setzte zwar zusätzliche Züge ein, jedoch als die Demonstration  stellenweise bereits begonnen hat, warteten in Utrecht noch Tausende auf die Mitnahme in einem Zug. Zudem kamen rund 2.200 vollbesetzte Busse aus dem ganzen Land. Bereits um 10 Uhr morgens waren die Plätze und Zufahrtswege, wie etwa der Damrak, schwarz vor Menschen. Die Protestler kamen aus allen gesellschaftlichen Schichten: Rentner, Hausfrauen, aber auch Punks und Schulkinder. Es gab spaßige Aktionen, etwa wie das Auftreten mehrerer „Anti-Atom-Sinterklaas’“. In einem solchen spielerischen Charakter waren überhaupt große Teile dieser, laut Polizei, friedlich verlaufenden Demonstration gehalten. Es waren u. a. Transparente mit: „Hou je kernkop“, „Liever een Rus in mijn keuken dan een raket in mijn tuin“ („Behaltet euren Sprengkopf“, „Lieber einen Russen in meiner Küche als eine Rakete in meinem Garten“) oder „Raketjes zijn niet netjes“ oder „Ban de bom“  („Raketen sind nicht OK“; „Verbietet die Bombe“) zu lesen. Auch eine lebende Kuh mit einem Protestplakat wurde auf dem Dam angebunden und aufgrund ihres Milchdrangs von ihrem Halter auch dort gemolken. Die Milch wurde an Passanten verteilt.

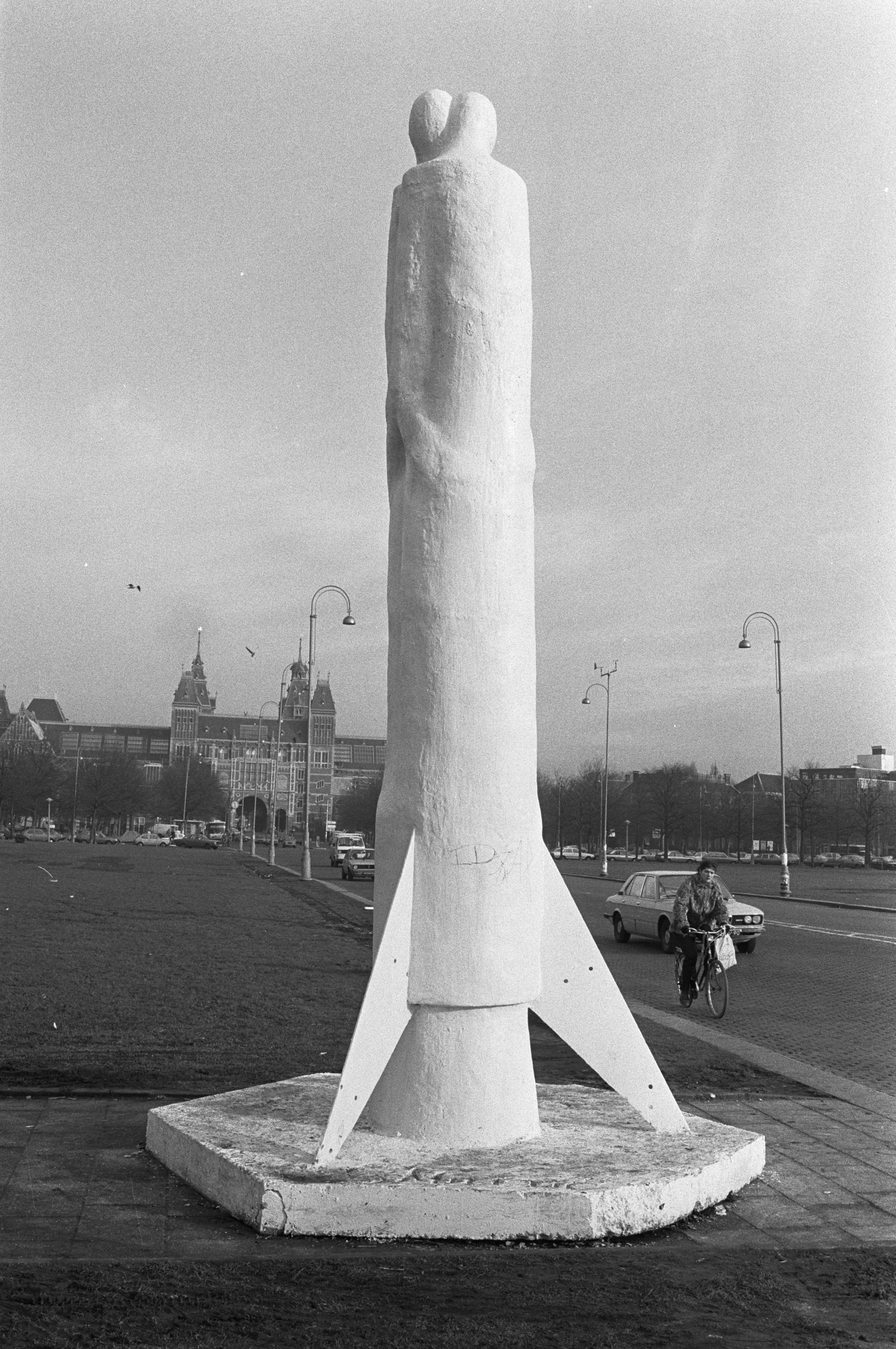
„Vredesraket“ (Friedensrakete), eine Betonskulptur des jugoslawischen Künstlers Slavomir Miletić. Das Werk wurde in der Nacht vor der Demonstration illegal auf dem Museumplein aufgestellt. 1995 wurde die „hässlichste Skulptur Amsterdams“ entfernt und eingelagert (Verbleib unbekannt).

In einigen Orten, an denen der Protestmarsch vorbeikam, standen Anwohner auf Balkonen, um ihn anzufeuern. Entlang der Route gab es Stände, an denen Speisen und Getränke sowie vorbereitete Protestschilder gekauft werden konnten. Um halb zwei Uhr versammelte sich die riesige Menschenmenge am Museumplein. Dort hielten 15 Redner ihre Vorträge, u. a. die Vorsitzenden von Friedensorganisationen und politischen Parteien. So etwa Joop Wolff der CPN oder der Vorsitzende der belgischen sp.a., Karel Van Miert, der die massiven Ausgaben für das Militär zu Lasten hungernder Kinder in der Welt beklagte. Oder Wim Meijer, Fraktionsvorsitzender der PvdA, der die Position seiner, an der frisch gewählten Regierung (Kabinett Van Agt II) als Koalitionär beteiligten Partei darlegen wollte. Diese lautete seit einem Parteitag im Februar, dass zwar keine Marschflugkörper stationiert werden sollen, aber ein bis zwei nukleare Waffensysteme für die niederländischen Streitkräfte akzeptabel seien. Diese Haltung jedoch steht im Widerspruch zur Position der organisierenden IKV, wonach alle Atomwaffen aus Europa abgezogen werden sollten. Folgerichtig wurde Meijer auf der Bühne ausgebuht. Andere Auftretende waren Künstler wie Herman van Veen oder Freek de Jonge oder Edith Ballantyne, Sprecherin des Women’s International League for Peace and Freedom.

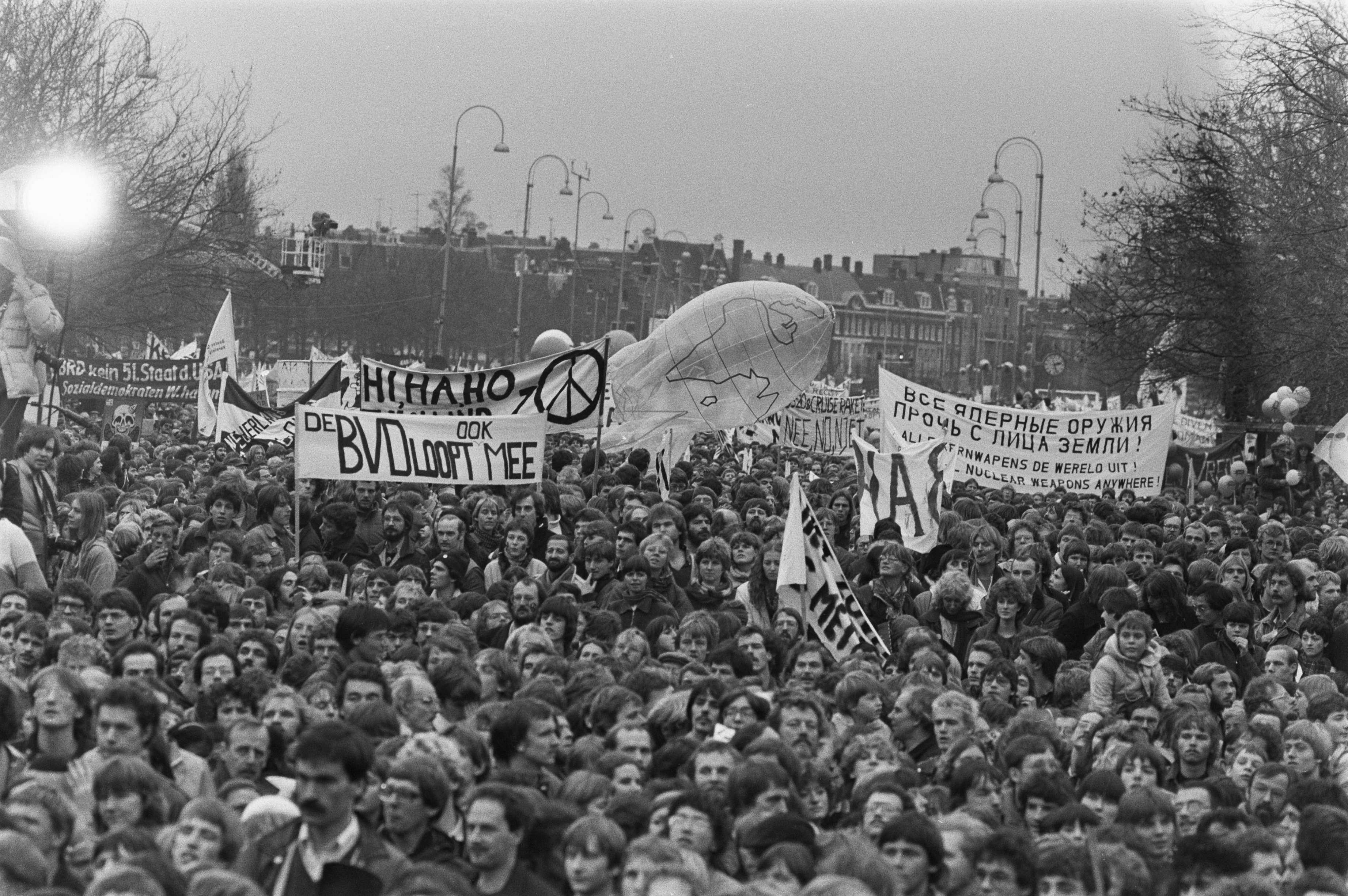
Blick von der Bühne

Auch etwa 500–600 Soldaten in Uniform nahmen teil, um gegen die atomare Aufrüstung zu demonstrieren. Sie kamen zunächst in ziviler Kleidung und kleideten sich erst am Rande der Demonstration mithilfe von Unterstützern in ihre Uniform. So nahmen sie  gesetzwidrig unter Applaus der Mitdemonstranten am Auflauf teil (vergleiche hierzu die deutsche Uniformtrageerlaubnis). Ein Soldat auf der Bühne nahm klar Stellung: „Nicht wir, sondern die Minister und Generäle, die uns auf einen Atomkrieg vorbereiten, sind eine Gefahr für den Frieden und die Demokratie“.  Auch einige dänische und deutsche Soldaten nahmen in Uniform an der Veranstaltung teil.
Gegen sechs Uhr sollte die Demonstration enden, aber viele Teilnehmer machten sich deutlich früher auf den Weg zum Hauptbahnhof und drängelten sich so auf den überfüllten Bahnsteigen, so dass Unfälle befürchtet wurden. Die überraschte NS zog eilig und vorzeitig Züge nach Amsterdam.
Bei den abreisenden Bussen gab einen schweren Verkehrsunfall bei Apeldoorn. Ein Bus auf dem Weg nach Borculo überschlug sich. Hierbei starb ein Jugendlicher und 15 weitere wurden verletzt.

## Nachwirkung der Demonstration
Die geplante Vertragsunterzeichnung im Dezember 1981 wurde aus Furcht vor einem Koalitionsbruch vertagt.
Am 29. Oktober 1983 folgte die Friedensdemonstration in Den Haag, die mit zusammen 550.000 Teilnehmern die Demonstration in Amsterdam noch deutlich übertreffen sollte.
Am 8. Dezember 1987 wurde in Washington der INF-Vertrag von Michail Gorbatschow und Ronald Reagan unterzeichnet, in dessen Folge es zu keiner Stationierung neuer Raketen in Europa mehr kam.
2003 wurde offiziell bekannt, dass in den Niederlanden bereits seit den 1960er Jahren Atomwaffen auf dem Militärflugplatz Volkel stationiert sind. Es soll sich um 22 frei fallende Wasserstoffbomben des Typs B61 handeln.